# Billy Paynter
Billy Paynter, född 13 juli 1984 i Liverpool, är en engelsk professionell fotbollsspelare och centerforward som spelar för Doncaster Rovers. Han spelade tidigare för bland annat Port Vale Swindon Town och Leeds United. Han köptes av Leeds inför säsongen 2010/2011 men hade svårt att ta en ordinarie plats vilket resulterade i enbart 28 matcher och tre mål innan han såldes till Doncaster inför säsongen 2012/2013.